# Hinterwälder
La Hinterwälder est une race bovine allemande

## Origine
Elle appartient au rameau pie rouge des montagnes. Elle est élevée dans le massif de la Forêt-Noire. Le registre généalogique date de 1889. Dans les années 1960, des croisements ont été faits avec la vordelwälder. C'est une race à effectif restreint : 700 vaches et 45 taureaux inscrits en 2004.
Elle est inscrite à la liste des races menacées de la Gesellschaft zur Erhaltung alter und gefährdeter Haustierrassen.

## Morphologie
Elle porte une robe pie rouge. Généralement, la tête est blanche. Ses muqueuses sont claires et ses cornes courtes en croissant. 
C'est une race de petit format: 120 à 125 cm au garrot pour 400 kg chez la vache et 130 à 135 cm pour 700 à 800 kg chez le taureau.

## Aptitudes

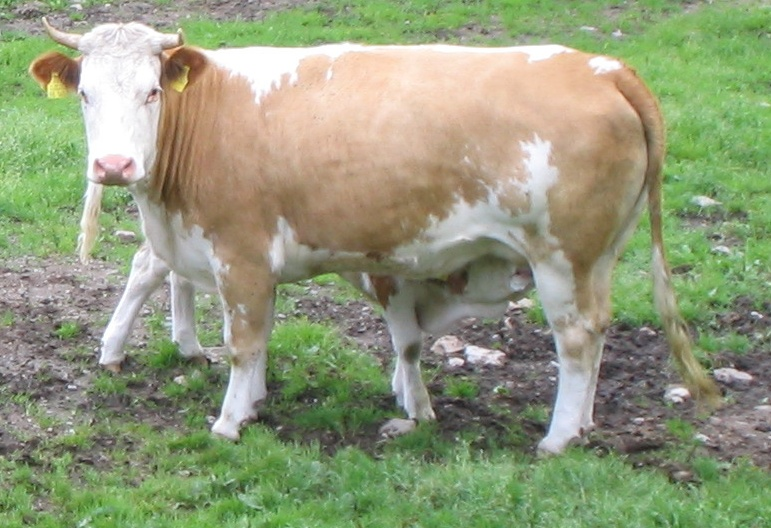
Vache allaitante.

Elle est classée mixte. Elle produit 3 300 kg de lait par lactation, avec un taux butyreux de 4 % et un taux protéique de 3,4 %. 
Elle est reconnue pour ses qualités de fertilité, rusticité et longévité. C'est une race de montagne, apte à la marche et rustique pour passer l'été en plein air intégral.